# Tephrosia falcata
Tephrosia falcata là một loài thực vật có hoa trong họ Đậu. Loài này được (Thunb.) Pers. miêu tả khoa học đầu tiên năm 1807.